# ディネーシュ・グナワルダナ
ディネーシュ・チャンドラ・ルパシンハ・グナワルダナ（シンハラ語: දිනේෂ් ගුණවර්ධන, 英語: Dinesh Chandra Rupasinghe Gunawardena, 1949年3月2日 - ）は、スリランカの政治家。首相、教育、外務、能力開発、雇用・労働大臣を歴任した。人民統一戦線（MEP）党首。

## 来歴
1949年3月2日、父フィリップ、母クスマシリの下に生まれる。ロイヤル・カレッジ・コロンボで学んだのちオランダ・スクール・オブ・ビジネスへ留学し、学位を取得。その後オレゴン大学を卒業した。米国留学中には、ベトナム戦争への反戦運動に参加した。
大学卒業後はニューヨーク市で勤務していたが、1972年の父の死をきっかけとしてスリランカへ帰国した。そして翌年8月には人民統一戦線（MEP）党首に就任した。
1977年、アビッサウェッラ選挙区から国会議員選挙に初めて立候補するも落選。1983年にはコロンボ選挙区から出馬し、当選した。その後、1994年選挙を除くと2020年まで連続当選を果たしている。
2000年選挙ではMEPとして人民同盟に参加し当選。運輸大臣に就任した。
2004年1月20日にはスリランカ自由党（SLFP）とスリランカ人民解放戦線（JVP）が統一人民自由同盟（UPFA）を結成。MEPも同年2月2日にUPFAに参加した。同年選挙でも当選したグナワルダナは教育副大臣を兼任しつつ都市開発・上水道大臣に就任した。2007年の内閣改造で都市開発・聖域地域開発大臣に就任。2010年総選挙でも当選し、上下水道大臣に就任した。しかし、2015年総選挙では自らは当選するもUPFAが敗北したことにより大臣を解任され、統一野党国会議員グループのリーダーを務めた。
2019年大統領選挙でゴーターバヤ・ラージャパクサが当選したことを受け、同年11月に外務、能力開発、雇用・労働大臣に就任した。2021年8月16日の内閣改造で教育大臣のG・L・ピーリスと役職を交換し、教育大臣に就任した。
2022年7月22日、反政府運動によるラージャパクサの辞任を受け大統領に就任したラニル・ウィクラマシンハにより首相に任命された。ウィクラマシンハとは3歳のときから友人関係にあるが政治思想は大きく異なる中での起用となった。2024年9月23日にアヌラ・クマラ・ディサナヤカが大統領に就任したことに伴い、首相から辞任すると表明。